# Bill Hader
William Thomas Hader Jr. (sinh ngày 7 tháng 6 năm 1978) là một nam diễn viên người Mỹ. Anh được biết đến qua những hoạt động trong chương trình Saturday Night Live (2005–2013). Anh cũng từng tham gia vào một số phim điện ảnh như: You, Me and Dupree (2006), Hot Rod (2007), Superbad (2007), Forgetting Sarah Marshall (2008), Tropic Thunder (2008), Đêm kinh hoàng 2 (2009), Paul (2011), Men in Black 3 (2012), và Maggie's Plan (2015).

## Thời thơ ấu
Hader sinh ra và lớn lên tại Tulsa, Oklahoma. Anh là con trai của Sherri Renee (nhũ danh: Patton) và William Thomas Hader.